# Тасконе (Пескара)
Тасконе (итал. Tascone) је насеље у Италији у округу Пескара, региону Абруцо.
Према процени из 2011. у насељу је живело 69 становника. Насеље се налази на надморској висини од 93 м.